# Popponidas
Los Popponidas fueron una dinastía franca que floreció a comienzos del siglo IX y que provenía de Grabfeld. Reciben su nombre de Poppo of Grapfeld, perteneciente a la dinastía de los Robertinos. Posteriormente, los Popponidas evolucionarían hasta dar lugar a la Casa Antigua (o Francona) de Babenberg. Estaban emparentados con los Luitpoldingas.
Se les considera el origen de varias dinastías europeas, entre las que destaca la Nueva Casa de Babenberg (o Casa Autríaca), que tomó su nombre de la Vieja Casa de Babenberg, aunque no podemos precisar el vínculo real entre ambas. Son considerados también los antecesores de las casas de Wittelsbach, Henneberg,  Schweinfurt y los Babónidas.

## Historia

### Popponidas

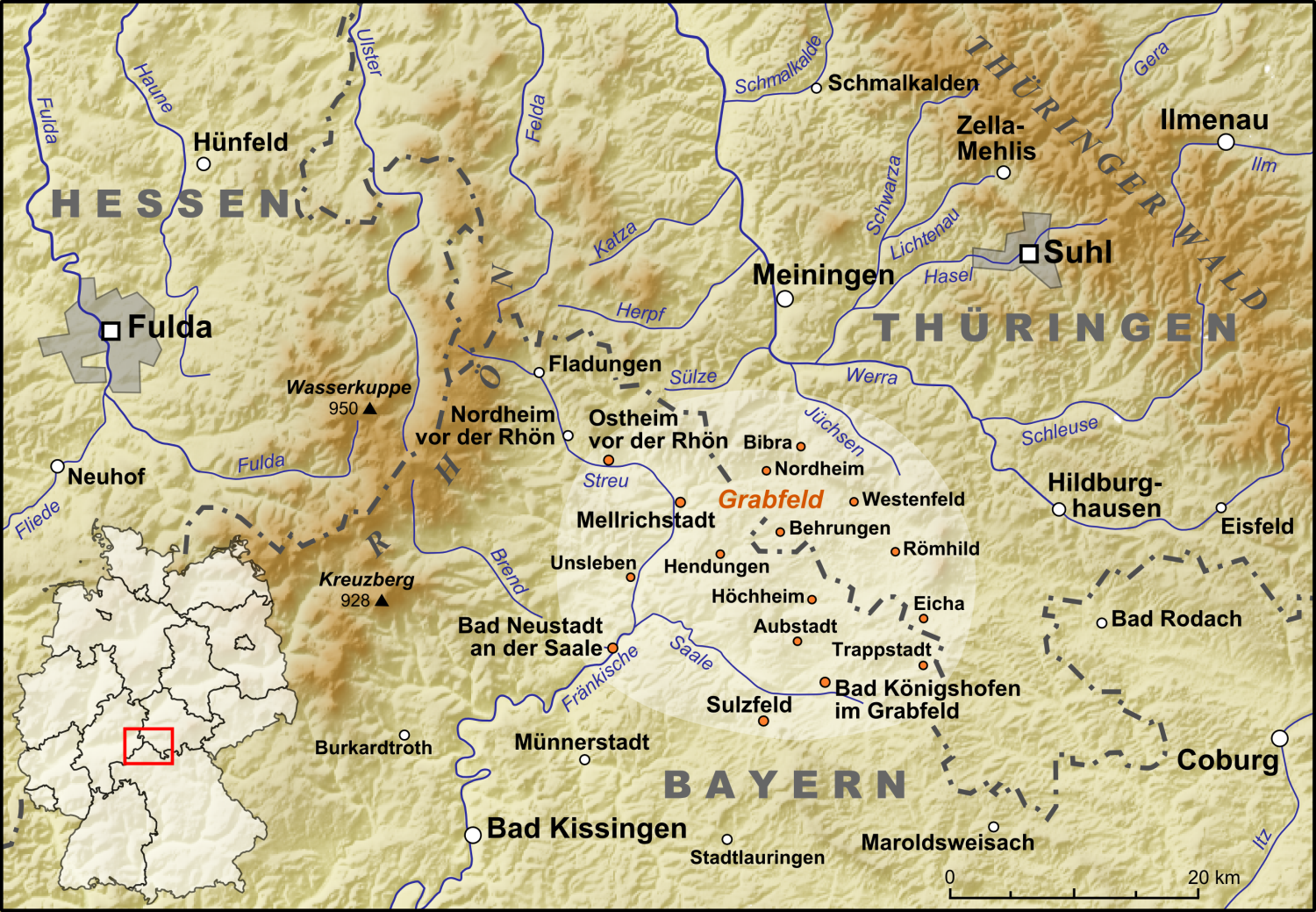
Mapa mostrando Grabfeld sobre una superposición de Hesse, Turingia y Baviera

El miembro más antiguo Babenberg Francones fue Poppo I de Grapfeld (fallecido en 839/841), que dio nombre a la dinastía. Era nieto del conde del Alto Rheingau (740-795), hijo del conde Cancor (fallecido en 771). Esto hace que Poppo sea parte de una línea colateral temprana de los robertinos emparentada con la familia real francesa de los Capetos. Poppo fue conde de Grapfeld (Grabfeld) entre los años 819 y 839, en la frontera entre las actuales Baviera y Turingia, emparentó a través de matrimonio con los Hatónidas, y adquirió posesiones en posiciones en Sajonia y Austrasia .
Se conoce el nombre de Christian I, Hesso I y II, Burkhard y Liutolf, condes de Grabfeld (y de algunos de sus parientes), pero su afiliación a los Popponidas no está probada. A veces se incluye a Christian I y su esposa Heilwig entre Poppo (~770-839/841) y su (nieto) hijo Enrique (~830-886) para explicar la brecha temporal entre los dos, pero sus nombres no vuelven a aparecer posteriormente. 

### Casa Antigua de Babenberger
Los descendientes de Poppo continuaron la dinastía. Progresivamente se les comienza a llamar Babenberger, en lugar de Popponidas.

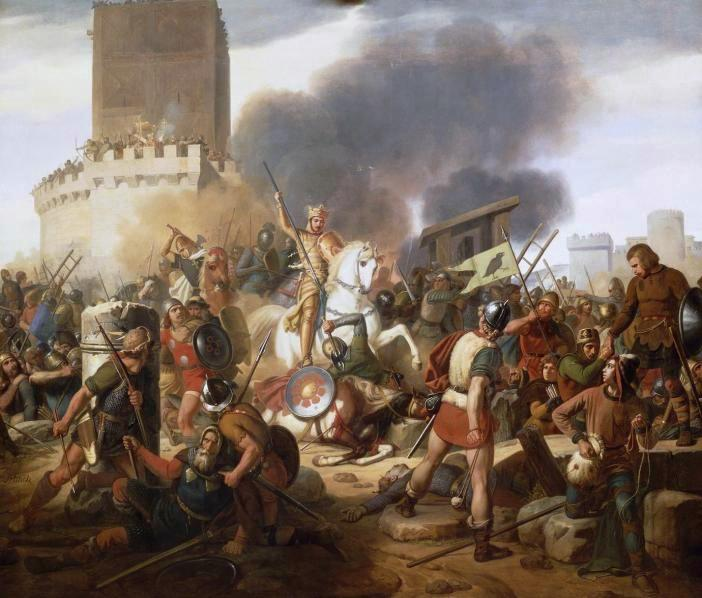
El conde Odón defiende París contra los nórdicos, cuadro romántico de Jean-Victor Schnetz (1837)

Enrique I de Franconia (fallecido en 886) es descrito en los Anales de Fulda como el "líder del ejército" (princeps militiae) de Luis el Joven en 866 durante su rebelión contra su padre, el rey Luis el Germánico. Durante el reinado de Carlos el Gordo, favorecedor de la familia, Enrique batalla continuamente contra los invasores vikingos. Es llamado marchio francorum (margrave de los francos) y dux austrasiorum (duque de los austrasianos). Enrique muere en batalla durante el sitio de París en 886, lo que permitió a su pariente, Eudes reforzar la posición de sus descendientes, la Casa de los Capetos. Además, su muerte acabó desencadenando el conocido Pleito de los Babenberger y la muerte de sus hijos.
La esposa de Enrique pudo haber sido Ingeltrude, hija de Everardo de Friul. Tuvieron al menos tres hijos y una hija, todos los cuales murieron durante el Pleito de los Babenberger ;  
- Enrique II (m. en 906), muerto en combate
- Adalberto (c. 854 – 906), capturado y ejecutado
- Adalhard (m. en 903), capturado y ejecutado
- Hathui (Hedwig, Hadewig) (m. en 903), casada con Otón I de Sajonia y madre de Enrique el Pajarero

El hermano de Enrique, Poppo II (fallecido después de 906), fue margrave de Turingia desde aproximadamente 880. Se enfrentó en repetidas ocasiones contra su hermano menor, Egino. En 892, después de haber apoyado una expedición contra los eslavos que resultó un fracaso, fue depuesto por el sucesor de Carlos, el rey Arnulfo de Carintia, que puso a la dinastía Conradina, emparentada con él a cargo de Turingia. Tras la muerte de Arnulfo en 899, Poppo recuperó sus tierras y fue nombrado conde del Nordgau bávaro (en 903) y del Volkfeld (en 906).
El castillo de Babenburg en Bamberg, Baviera, se menciona por primera vez en relación con el Pleito de los Babenberger en 902 y es probable que deba su nombre a Poppo II (cuyo nombre se puede escribir Babo).
Su hermano menor Egino luchó contra Poppo en Turingia en 882 y 883, pero murió luchando contra los magiares en 886 o 888 junto con Burcardo de Turingia y el obispo Rodolfo I de Würzburg .

### El Pleito de los Babenberger
El Pleito de los Babenberger habría comenzado en 892, cuando Arnulfo nombró a sus parientes conradinos y destituyó a Poppo como margrave de Turingia y prosiguió después de la muerte de Arnulfo y el ascenso de Luis IV el Niño, de seis años de edad, en 899. Además, a partir del año 900 los magiares devastaron Europa, especialmente Baviera y Carintia. Cuando en 902 los Babenberger de Franconia anexionaron pequeñas partes de la diócesis de Würzburg a su dominio, se desencadenó un enfrentamiento total entre conradinos y popponidas. El castillo de Babenburg fue asediado por los conradinos (primera mención del castillo), y Adalhard fue capturado tras perder su ojo izquierdo y posteriormente decapitado por Gebhard en el Reichstag de Forchheim .
Ambos bandos chocaron de nuevo en la batalla de Fritzlar el 27 de febrero de 906, donde los conradinos obtuvieron una victoria decisiva, aunque perdieron a su líder Conrado el Viejo. Enrique II, jefe de los Babenberg murió también en la batalla. 
El único varón superviviente de los Babenberg, Adalberto, fue convocado ante la corte real por el regente, el arzobispo Hatto I de Maguncia, partidario de los Conradinos. Se negó a presentarse y se retiró a su castillo de Theres, fue capturado y decapitado en 906, pese a las promesas de protección por parte de Hatto. Conrado el Joven se convirtió entonces en el indiscutible duque de Franconia y más tarde, tras la prematura muerte de Luis el Niño, en rey de Francia Oriental en 911.
El hijo de Adalberto, Enrique III de Babenberg, sobrevivió a las luchas y es posible que se casara con una hermana del margrave Luitpoldnga, convirtiéndose en padre de Bertoldo de Schweinfurt, del arzobispo Enrique de Tréveris, del obispo Poppo I de Würzburg y de un hermano desconocido del margrave Leopoldo I.
Bertoldo fue el progenitor de la Casa de Schweinfurt [de], posibles antepasados de los condes de Scheyern y, por tanto, de la casa de Wittelsbach.
Además, se sabe que Bertoldo fue hermano o tío del primer gobernante de la Casa Nueva de Babenberg, el margrave Leopoldo I, lo que implica que Leopoldo o bien una persona desconocida habría sido hijo de Enrique III. El nombre de los hijos de Leopoldo, Enrique, Judith, Adalberto y <i id="mwmw">Poppo,</i> sugieren un vínculo con Enrique III, mientras que el nombre de su otro hijo, Ernesto, y el suyo propio, apuntan a un vínculo con los Luitpoldingas (posiblemente a través de la esposa de Enrique II). Los descendientes de Leopoldo, la Casa Nueva o Austriaca de Babenberg, gobernarían la Marca de Austria desde 976 hasta 1246. 

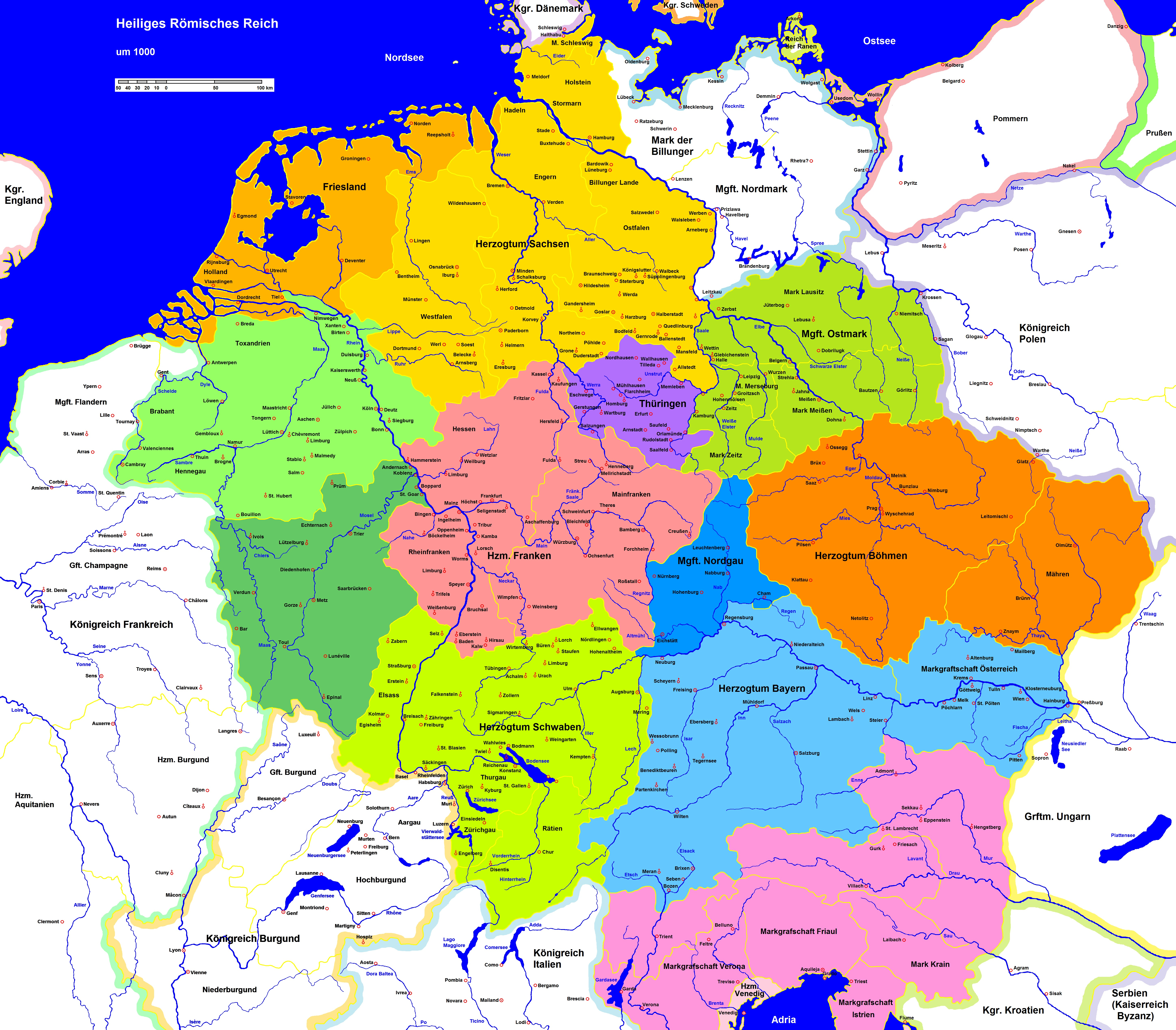
El Sacro Imperio Romano Germánico alrededor del año 1000

Finalmente, el conde Babón I de Ratisbona y sus descendientes, los Babónidas, de ascendencia Babenberg, fueron una influyente familia bávara que administraba territorios en el Donaugau y Nordgau bávaros desde el siglo X al XII. Los orígenes del conde Babo no están claros, pero podría haber sido otro hijo o nieto de Enrique III, o bien pertenecer a la estirpe de Poppo II.

### Otras líneas
Durante y después de los acontecimientos que rodearon al Pleito de los Babenberg, los descendientes de Enrique I perdieron prácticamente todas las posesiones y cargos en Franconia y desaparecieron de la historia. Sin embargo, tanto Poppo II tío de Adalberto, Adalhard y Enrique II, parece haber conservado el favor real, siendo nombrado conde de Nordgau en 903, y de Volkfeld en 906. Murió posiblemente en torno a 906, tras lo que su gobierno sobre el Nordgau fue asumido por Arnulfo de Baviera .
Los descendientes de Poppo II (incluidos varios otros Poppo) fundaron el Condado de Henneberg y darían lugar al nacimiento de la Casa de Henneberg, alrededor de los castillos de Struphe y Henneberg. La diócesis de Bamberg fue fundada en el año 1007 en las tierras que constituían el antiguo núcleo de Babenberg.

## Genealogía

### Tabla genealógica
Cancor (fallecido en 771), de ascendencia robertina, conde de Hesbaye, cofundador de la abadía de Lorsch ⚭ Angila
1. Heimrich (Heimerich, Heimo), (ca. 740 – 795), 764 cofundador de la Abadía de Lorsch, about 771/785 Conde de Wetterau en 771/785, Conde de Rheingau Superior en 772/782, Conde de Saalgau en 777, de los Lahngau en 778, Abad laico de Mosbach en 784, fallecido en 795 en la batalla de Lüne y el Elba contra los obotritras eslavos ⚭ Eggiwiz
  1. Bubo (Ruadbert, Robert) (m.ca. 805), Conde en 780/781
    1. Cancor, Conde en 812
    2. Bubo (Ruadbert, Robert), Conde de Saalgau, Oberrheingau y Wormsgau en 817

  2. Heinrich (Heimerich) (765 – 812), Conde en Saalgau (750/802) ⚭ Hadaburg
    1. Poppo I (m. 839/841), Conde de Saalgau, y Grapfeld en 819 ⚭ N.N. de la dinastía Hatónida[5][verifica la fuente]
      1. Hijo (posiblemente Christian I)[6]
        1. Enrique I (m. 886), 866 princeps militiae, Margrave (marchio) de los Francos, Dux Austrasiorum, muerto el 28 de Agosto de 886 ante Paris, enterrado en la Abadía de St. Médard en Soissons ⚭ Ingeltrud, hija de Everardo del Friul, de los Unróquidas
          1. Adalbert (m. 906), 888 Conde, ejecutado el 9 de junio de 906
          2. Adalhard (m. 903), conde en 888 ejecutado en 902
          3. Enrique II (m. 906), conde en 888
            1. Enrique III (m. 935), hijo de Adalbert, Adalhard o Enrique, conde en 912/934
              1. Enrique I (m. 964 en Roma), 956 Arzobispo de Tréveris
              2. Poppo I (m. 961), canciller real en 931–940, 941 Obispo de Würzburg
              3. Bertoldo (m. 980), conde en 941, Conde de Radenzgau en 960, deNaab Inferior en 961, de Volkfeld en 973, Margrave en 976, conde de Franconia oriental en 980⚭ 942/943 Eiliswintha (Eila) (m. 1015), hija del conde Lothar II de Walbeck, fundador de Benediktinerklosters Schweinfurt 
                - → Casa de Schweinfurt
                  - → House of Scheyern
                    - → Casa de Wittelsbach

              4. (?) N.N.
                1. Leopoldo I (~950-994), 976 Margrave de Austria, fallece en 994 tras un torneo ⚭ Richeza de Saulafeldgau (~950-994)
                  - → Casa Nueva de Babenberg

              5. (?) N.N.
                1. (?) Babo I, Burgrave de Ratisbona, posiblemente hijo de Poppo IV en su lugar (ver debajo)

          4. Hedwig (Hadui, Haduich) (m. 903) ⚭ en torno a 869/870 Otón I de Sajonia, Duque de Sajonia (m. 912), a Dinastía sajona

        2. Poppo II (m. ~906), 878/880 attested, Margrave (marchio), dux atestiguado en 878/880, Margrave de la Marca Soraba en 892, Margrave en la Baviera Nordgau en 903, conde de los  Volkfeld en 906
          1. Adalbert (m. después de 906), Conde de Grabfeld en 888
          2. Poppo III (m. 945), Conde de Grabfeld y Tullifeld
            1. Poppo IV, 951/956 Conde de 951/956 ⚭ Willibirg de Ebersberg
              1. (?) Babo I, Burgrave de Ratisbona, posiblemente nieto de Enrique II en lugar de (ver arriba)

            2. Otto I (m 982), Conde en 951/955
              1. Otto II (m. 1008), Conde en 999
                1. Poppo V (m. 1014/18) Abadía de Abadía de Lorsch y Fulda en 1006
                2. Otto III (m. 1049), conde en 1031
                  1. Poppo I (m. 1078),  Casa de Henneberg 1037/1049/1057, muerto en 1078 en la Batalla de Mellrichstadt ⚭ Hildegard de Turingia, hija del landgrave Luis VII de Baviera, casada en segundas nupcias con Thimo von Nordeck ( Ludovingios)
                  2. Godebold I (m. después de 1100), Burgrave de Würzburg en 1057
                    1. Godebold II (m. 1144), Burgrave de Würzburg
                      1. Poppo II (m. 1155/1156), Casa de Henneberg, Vogt de Lorsch en 1132  ⚭ Irmgard de Stade, hija del conde Lothar Udo, Margrave de la Marca del Norte (Udonidas)
                      2. Gebhard (m. 1159), Elector en 1122/1127, Obispo de Würzburg en 1150
                      3. Günther (m. 1161), Obispo de Espira 1146
                      4. Otto (m. 1200), Obispo de Espira en 1190
                      5. Berthold (m. 1157), Burgrave de Würzburg
                        - → Casa de Henneberg

                3. Gerberga ⚭ Enrique de Schweinfurt (m. 1017), Conde de Nordgau Bávaro, hijo de Berthold (ver arriba)

          3. Adela de la Marca Sorbia ⚭ Conde William I de Weimar
            - → Casa de Weimar-Orlamünde

        3. Egino (886/888), 883 Co-duque de los Turingios 886/888, muerto en batalla contra los Magiares

    2. Ratolf (m. después de 838), Conde
      1. Hraban